# Yussuf Moli Yesky
Yussuf Moli Yesky (ur. 1 stycznia 1965) – czadyjski lekkoatleta, olimpijczyk, reprezentant Czadu na letnich igrzyskach olimpijskich w Seulu 1988 oraz w Barcelonie 1992.